# Будинок Джорджо Вазарі (Ареццо)
Будинок Джорджо Вазарі (італ. Casa Vasari) — колишній будинок Джорджо Вазарі та його нащадків у місті Ареццо, Тоскана. Лише у XX столітті перетворений на архів і музей Вазарі.

## Історія
Джорджо Вазарі, художник і мимоволі історіограф, придбав цей будинок в місті Ареццо 1540 року. Він працював у різних містах Італії і повертався у Ареццо часто лише на короткі періоди. Перебування в Ареццо супроводжувалось малюванням і відпочинком, згодом народився задум прикрасити власне помешкання декоративними фресками.
Рішучості володаря будинку вистачило навіть на проєкт перебудови фасаду, але цей проект не був реалізований до смерті автора.
По смерті Вазарі будинок перейшов у майно його спадкоємців. Рід Вазарі увірвався у 1687 році, будинок перейшов у майно релігійного братства Санта Марія делла Мізерікордія, котрим керували ченці домініканці з благодійною метою. Будинок міняв володарів, у 1897 році ним володів Пальяцці. Лише 1911 року будинок придбала держава і перетворила на архів Джорджо Вазарі.

## Твори мистецтва, передні в архів-музей
Архів Джорджо Вазарі досі належить приватним особам, що колись володіли будинком. Враховуючи історичну вартість будинку, що зберіг фрески доби маньєризму в провінційному місті, у будинок-архів передано низку творів мистецтва як пов'язаних з іменем Вазарі (фреска «св. Рох»), так і не пов'язаних з Вазарі, але створених у 16 столітті.
Будинок прикрашали фресками і колишні володарі. Так, 1827 року художник Раймондо Дзабаллі декорував колишню кухню споруди.
Клітка зі сходами прикрашена погруддям колишнього володаря Вазарі, створеним невідомим тосканським скульптором у 17 столітті, тобто не з натури, а по смерті митця. Перша кімната має камін і збережені декоративні фрески роботи Вазарі 1548 року. Праворуч розташована мала домова капличка з «Мадоною і немовлям» роботи маньєриста Фра Паоло, що орієнтувався на мадонн Рафаеля Санті. В каплиці випадково і фрагментарно збереглися кахлі на підлозі 16 століття.
Коридор драконів прикрашений картинами, серед котрих твори Якопо Цуккі, Мірабелло Кавалорі, Джованні Страдано, Якопо Лігоцці, Санті ді Тіто тощо.
Зала Слави зберегла фрески роботи Вазарі, серед котрих «Алегорія слави» та фрески в люнетах, вже перефарбовані, алегрія чотирьох мистецтв та портрети авторитетних художників за думкою Джорджо Вазарі. Серед них:
- автопортрет самого Вазарі
- Мікеланджело Буонарроті
- Андреа дель Сарто
- Лука Сіньйореллі
- Спінелло Аретіно
- Бартоломео делла Гатта
- Ладзаро Вазарі

В невеличкій кімнаті розташована проектна модель для Лоджії в місті Ареццо, котра отримала назву Лоджія Вазарі.

## Твори мистецтва (галерея)

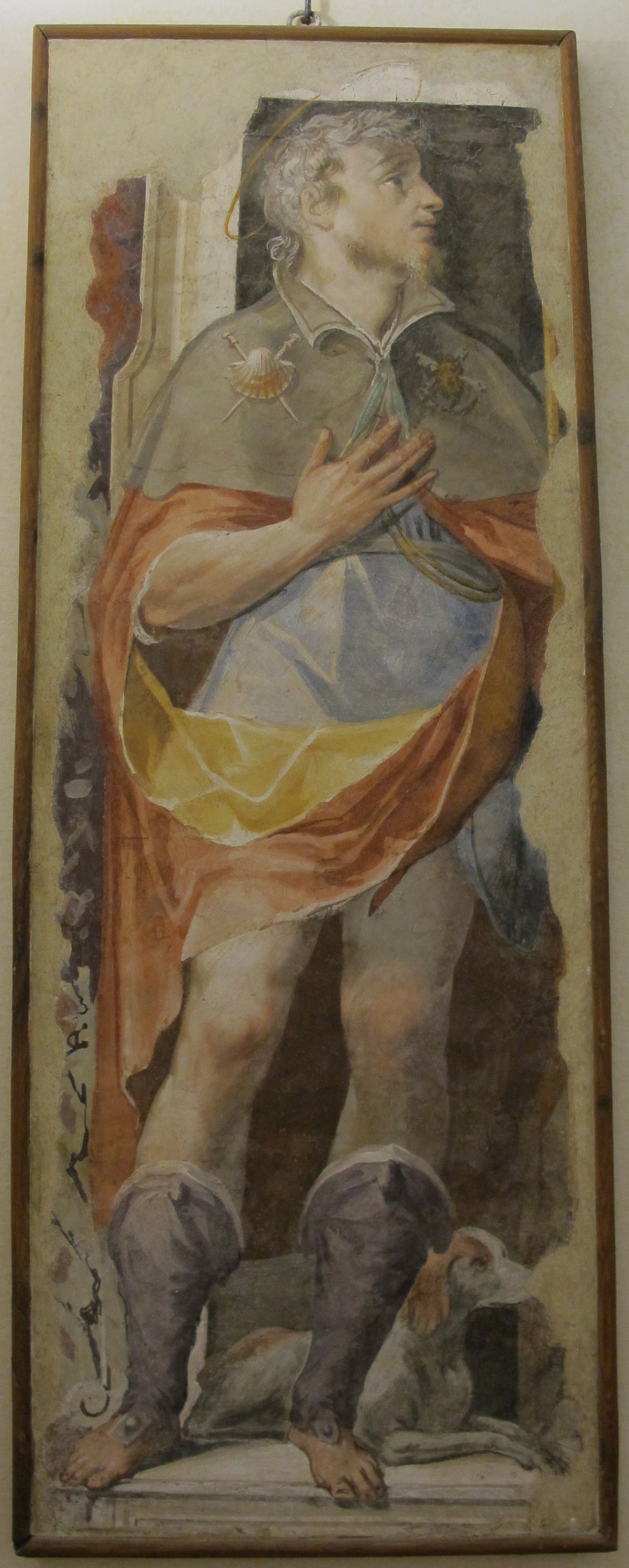
Джорджо Вазарі, «Св. Рох, покровитель від чуми», фрагмент фрески

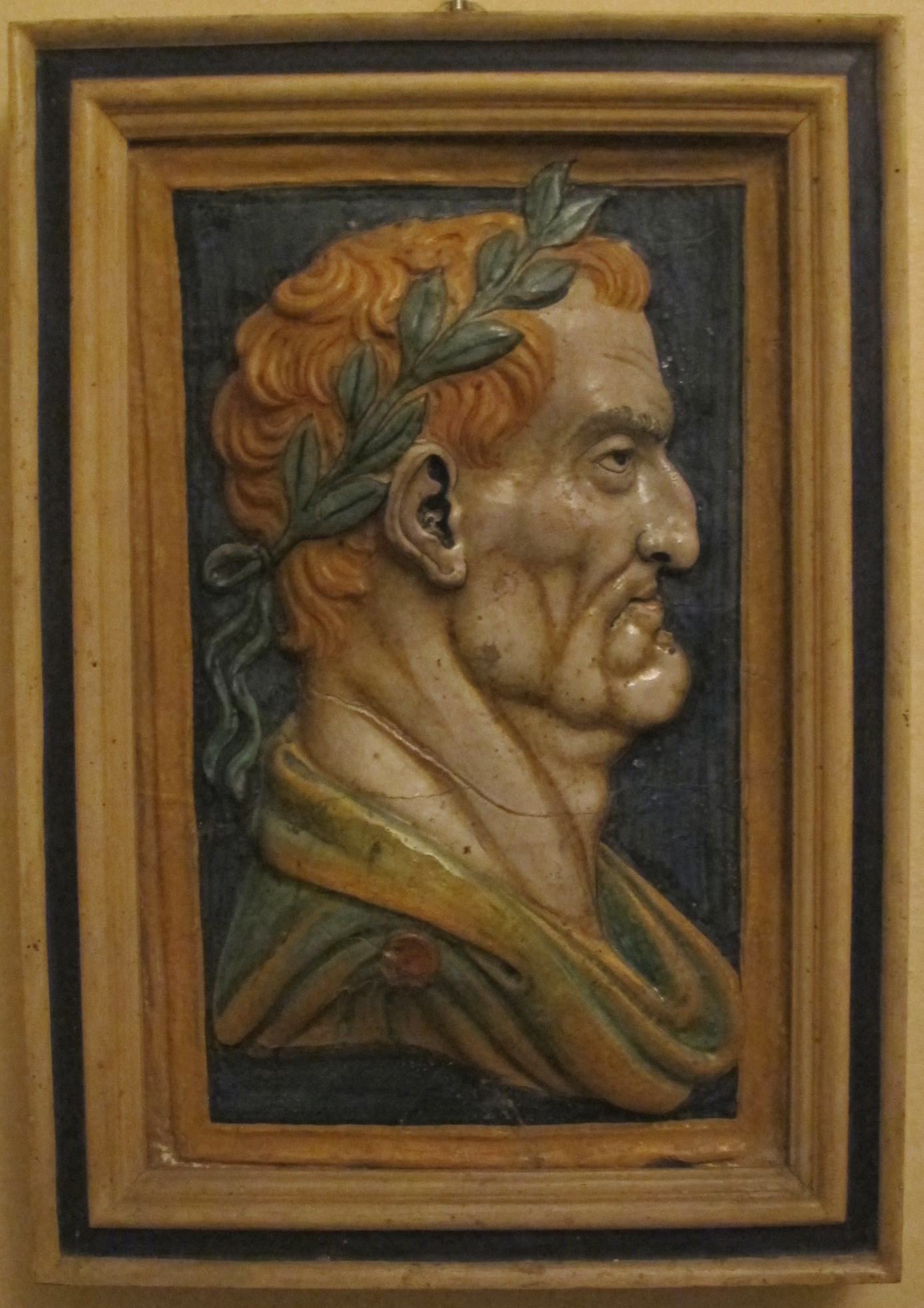
Андреа Сансовіно. «Імператор Гальба», рельєф
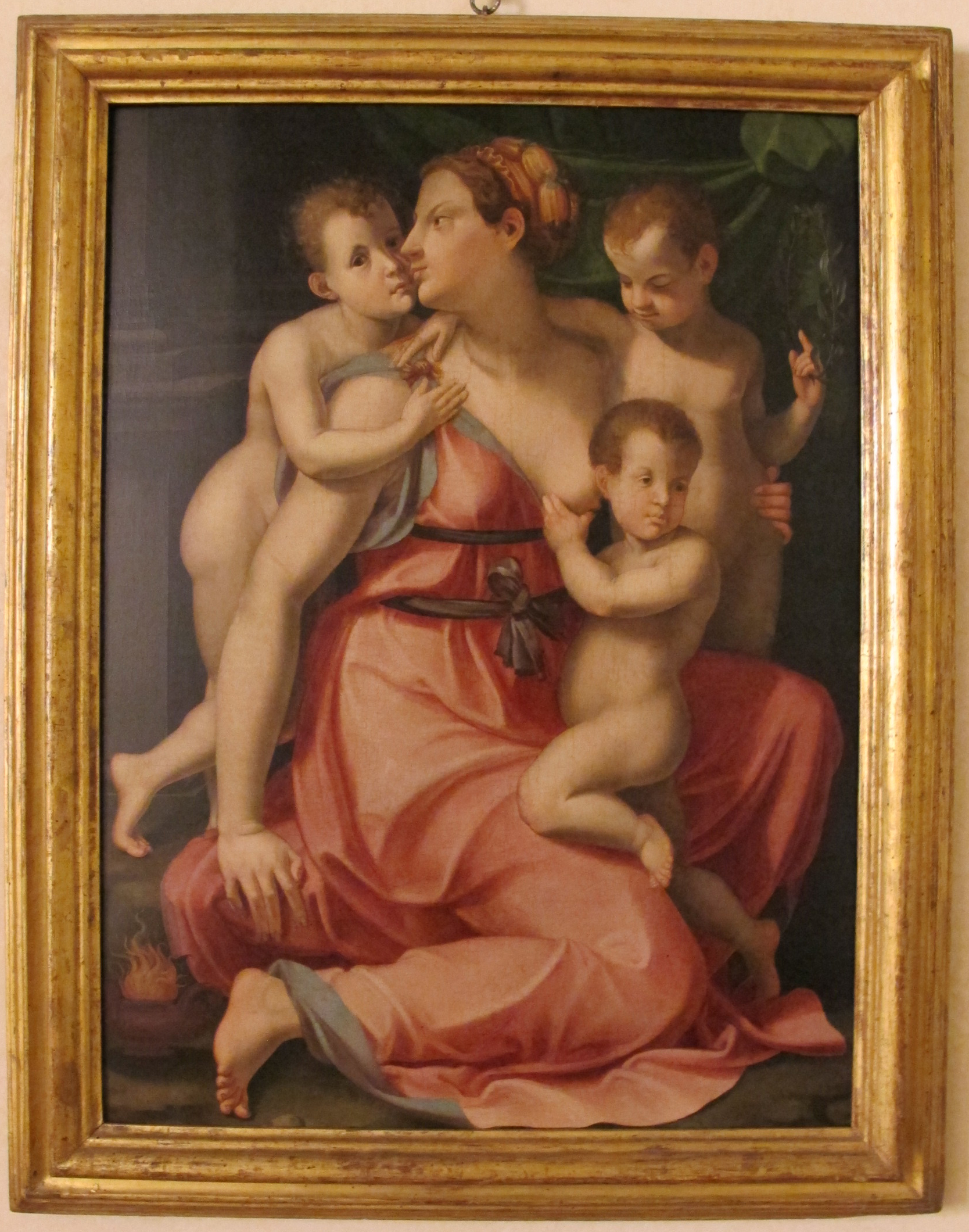
Худ. Карло Портеллі. «Алегорія милосердя», середина XVI ст.
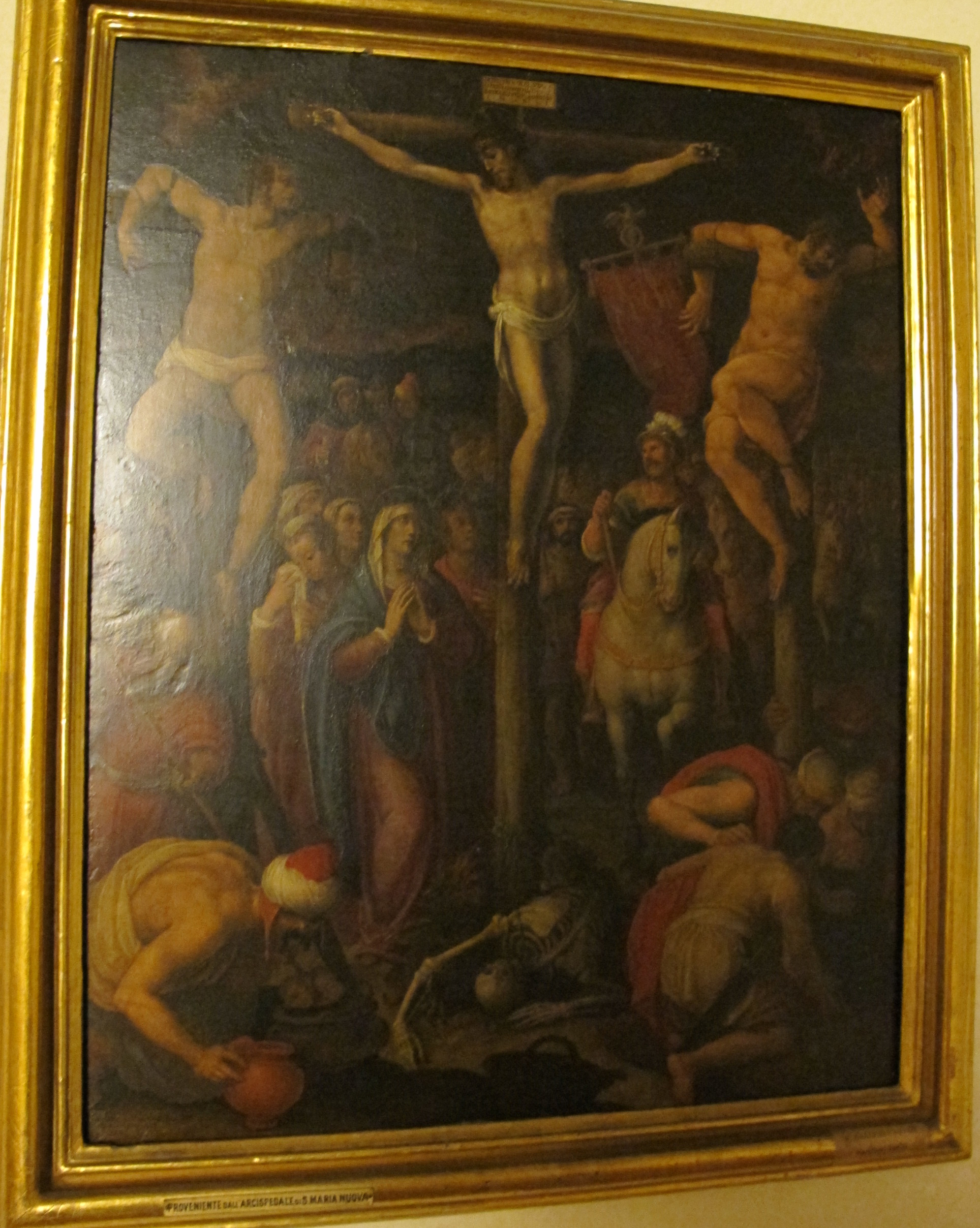
Джованні Срадано. «Голгофа», 1581 р.
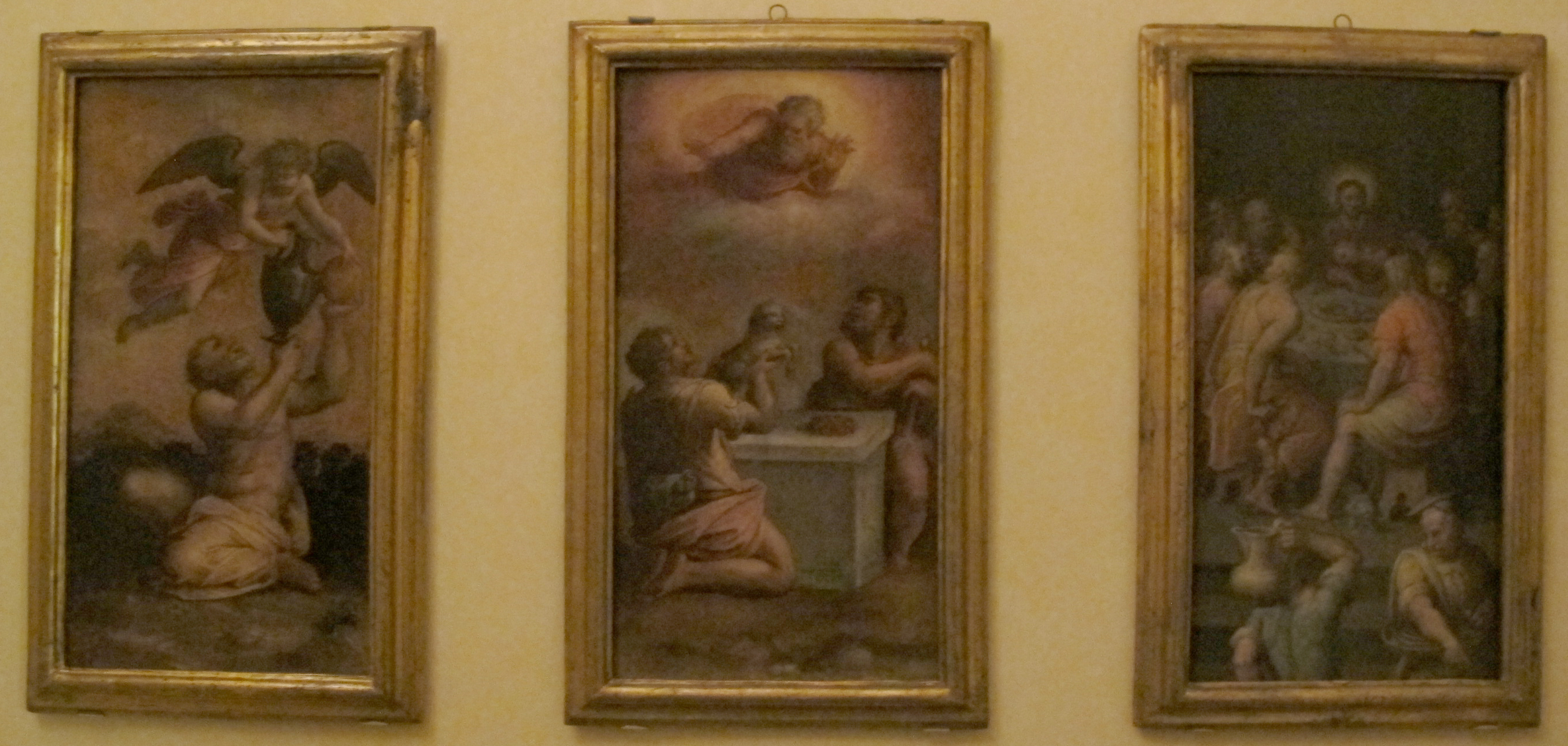
Три картини Вазарі на біблійні теми

## Галерея фото (фасади і садок)

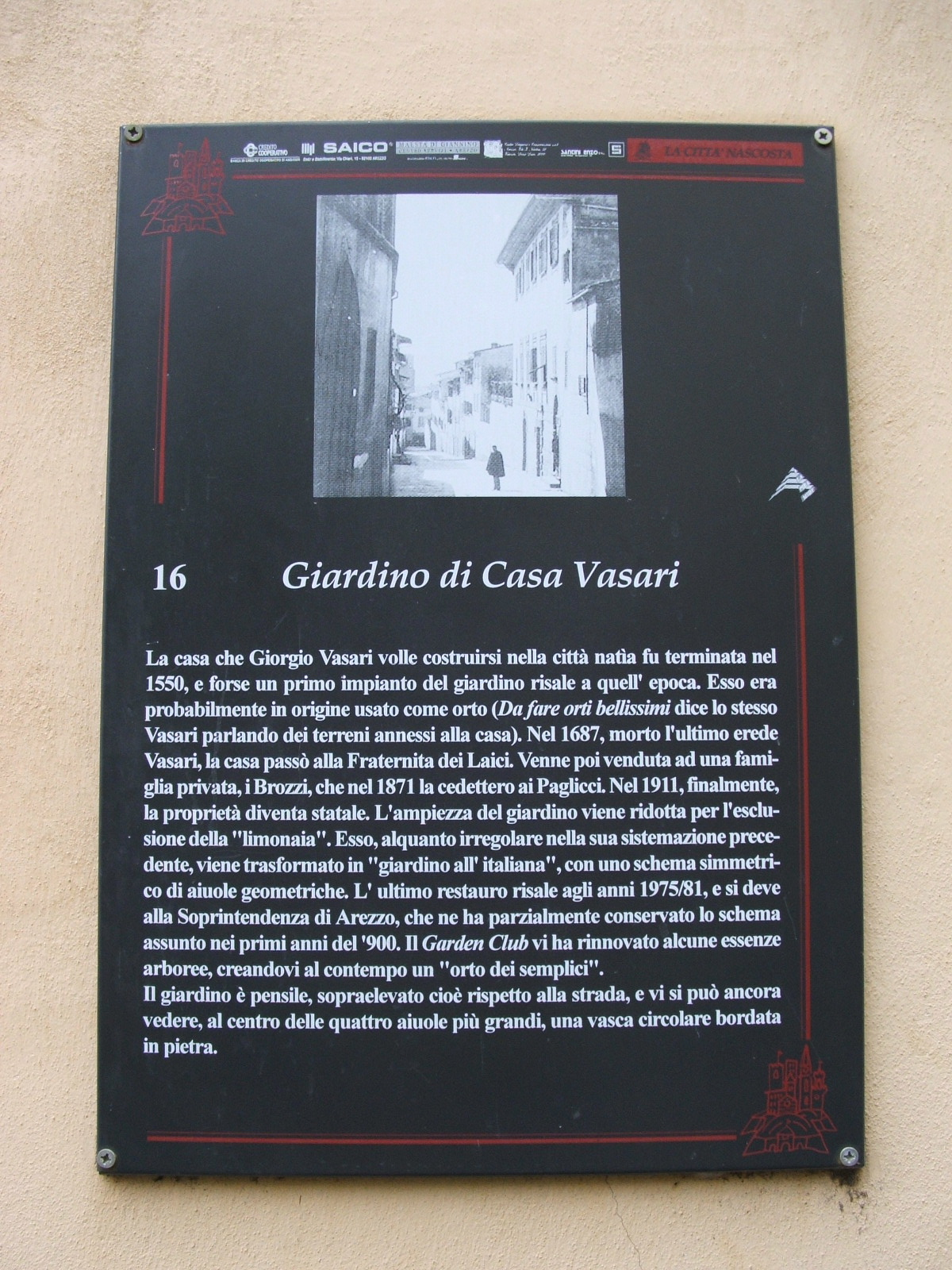
Дошка музею
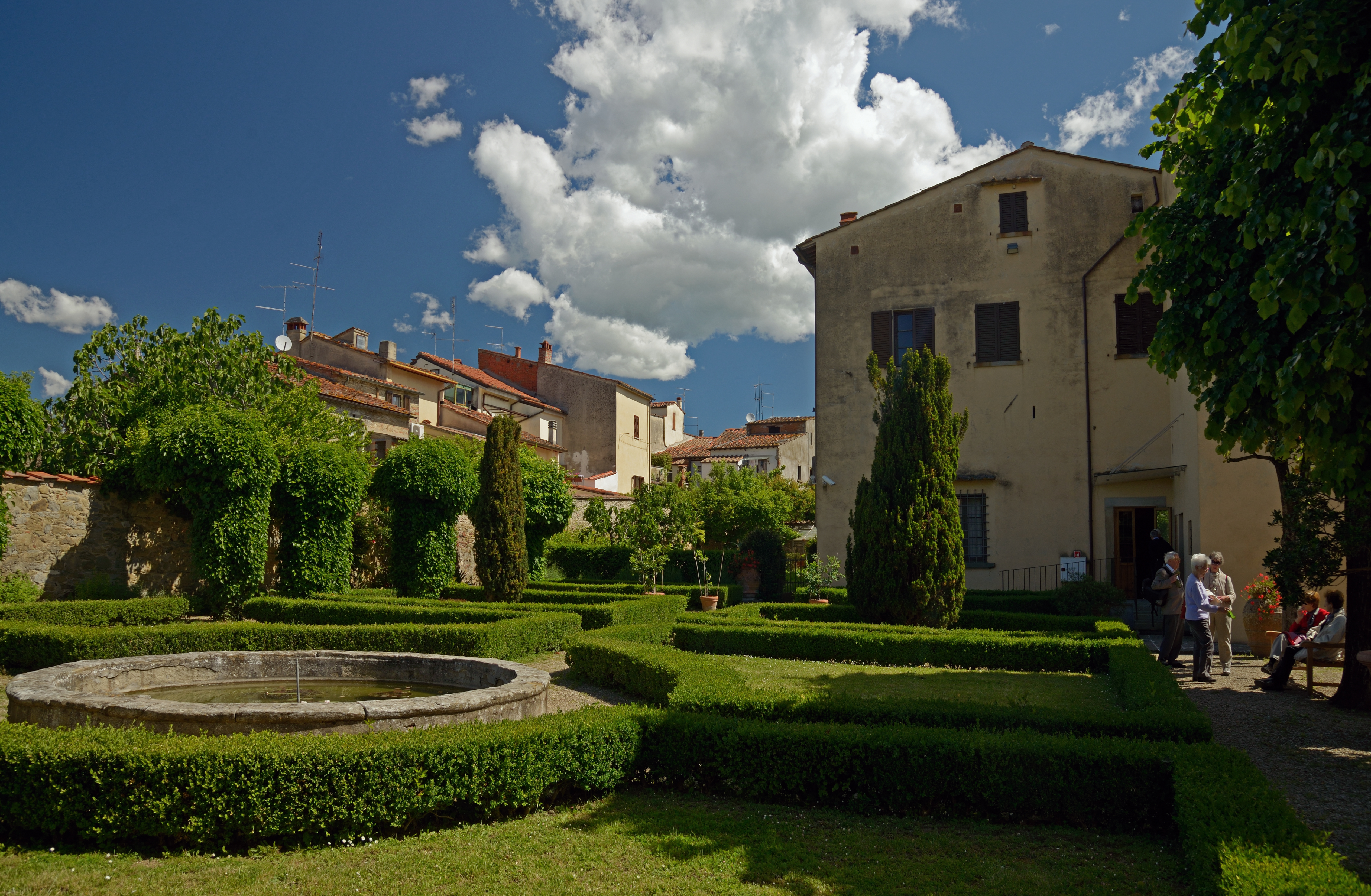
Відновлений садок у період 1975—1981 рр.
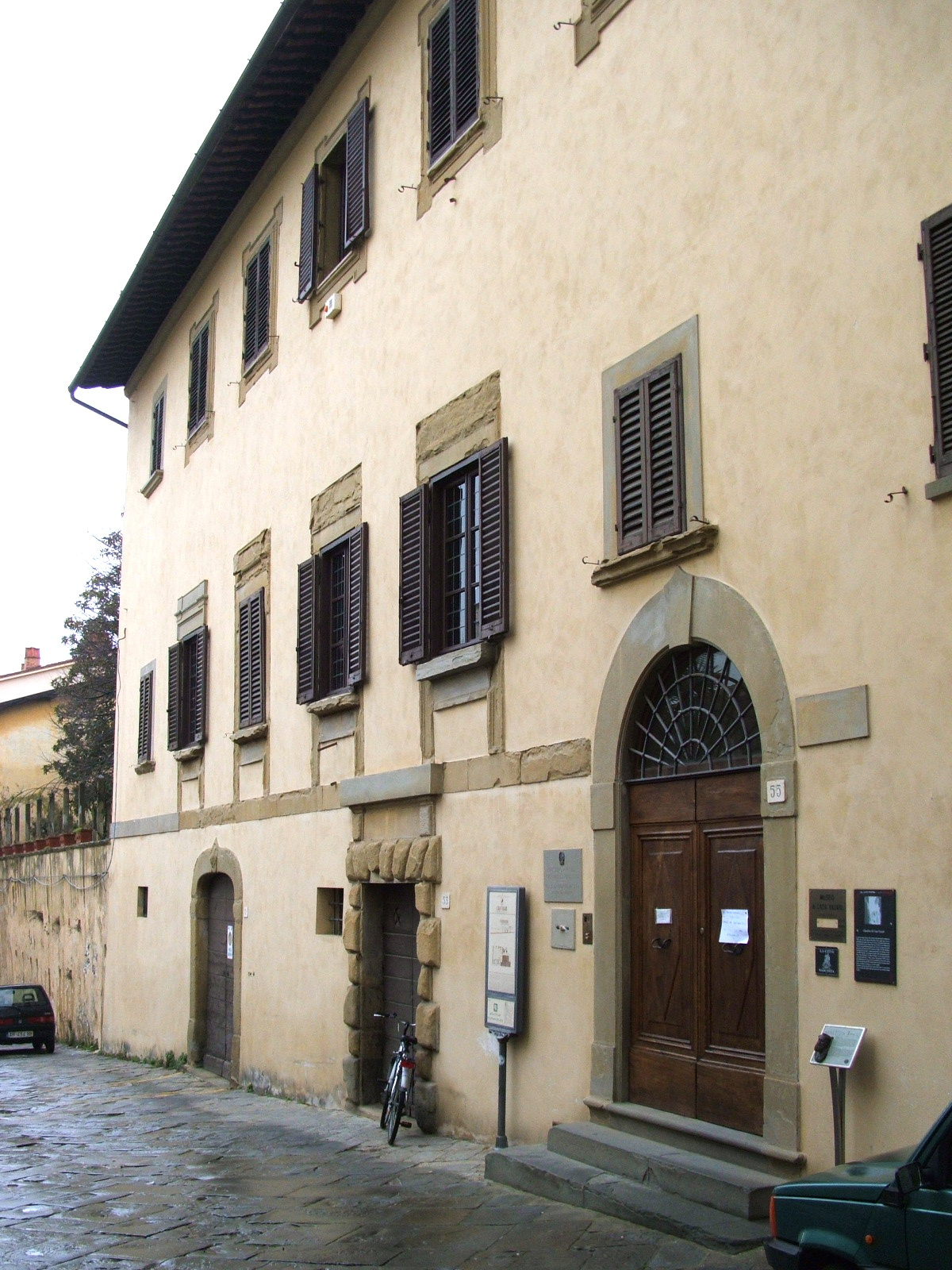
Фасад будинку на вулицю

## Галерея фото (фрески Вазарі у інтер'єрі)

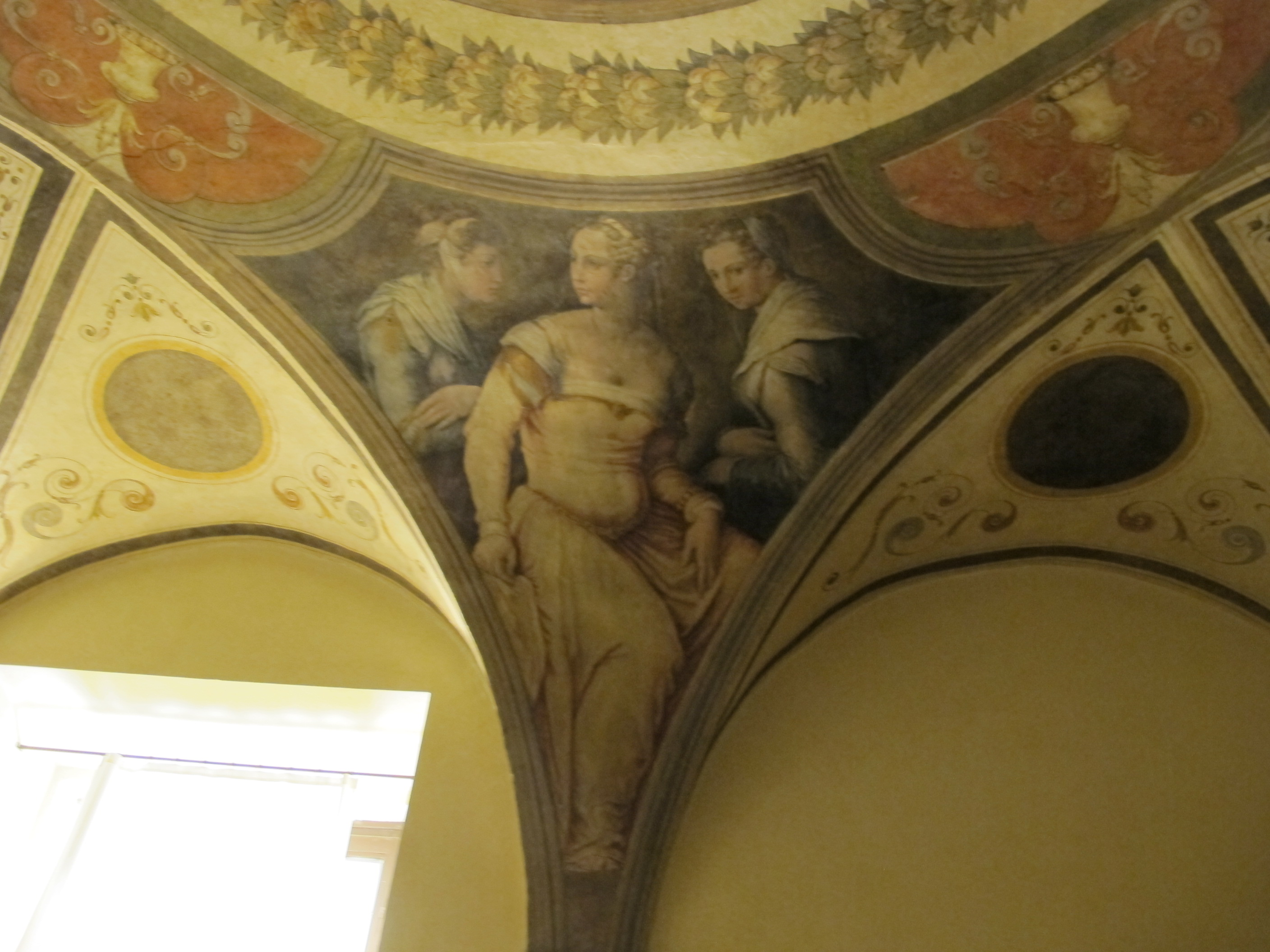
Зала муз
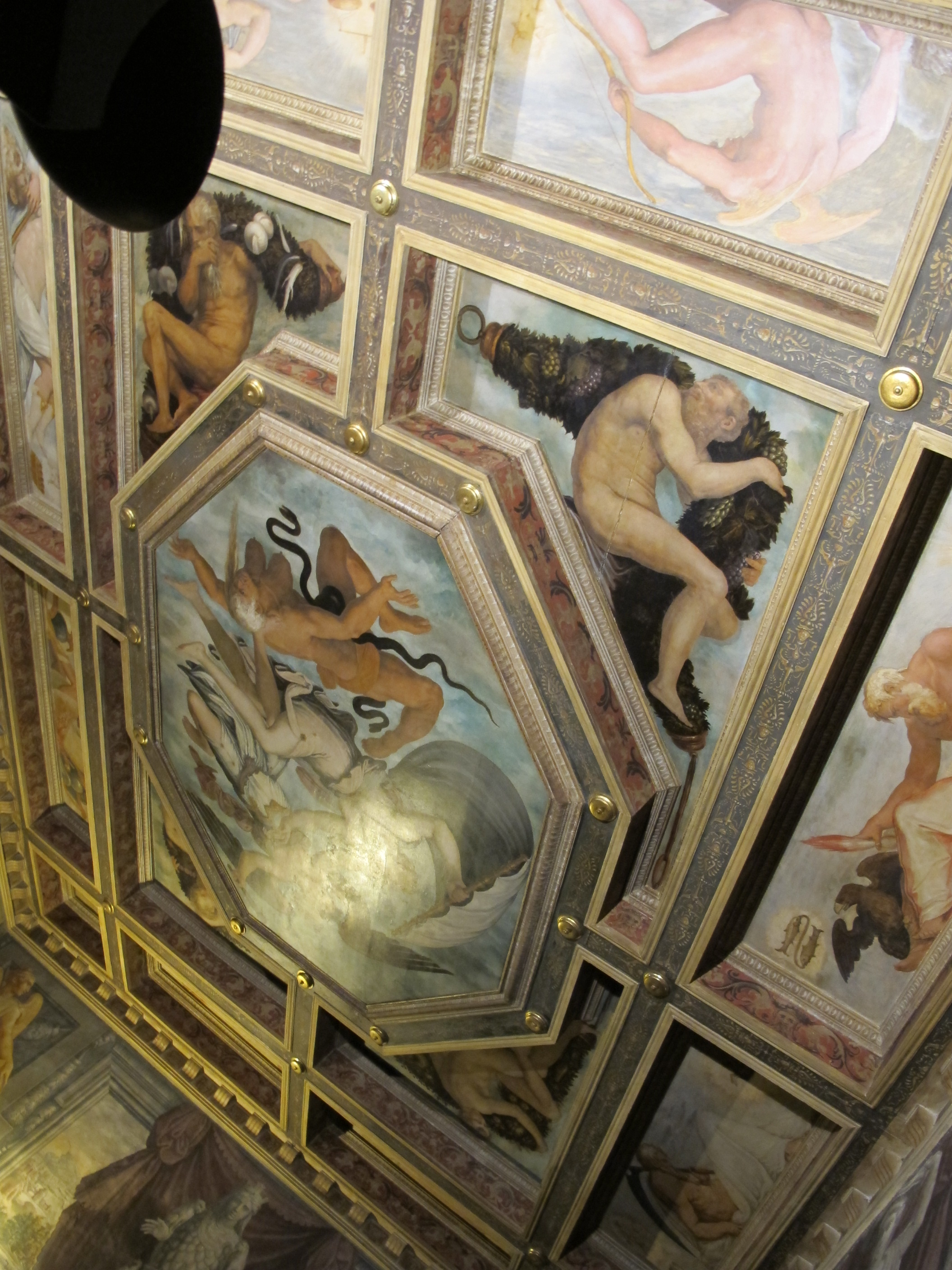
Салон, декоративний плафон
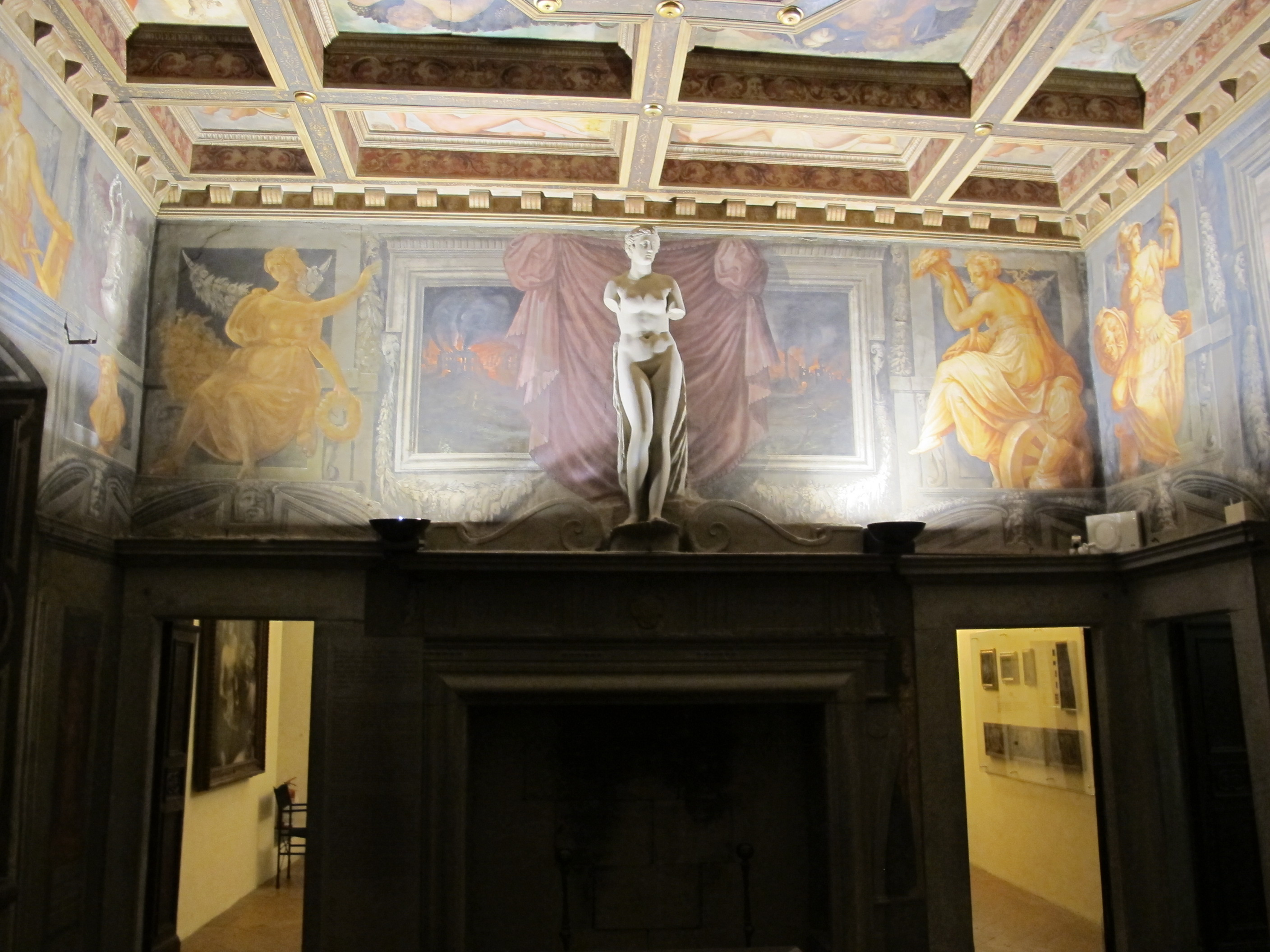
Салон, декоративні фрески
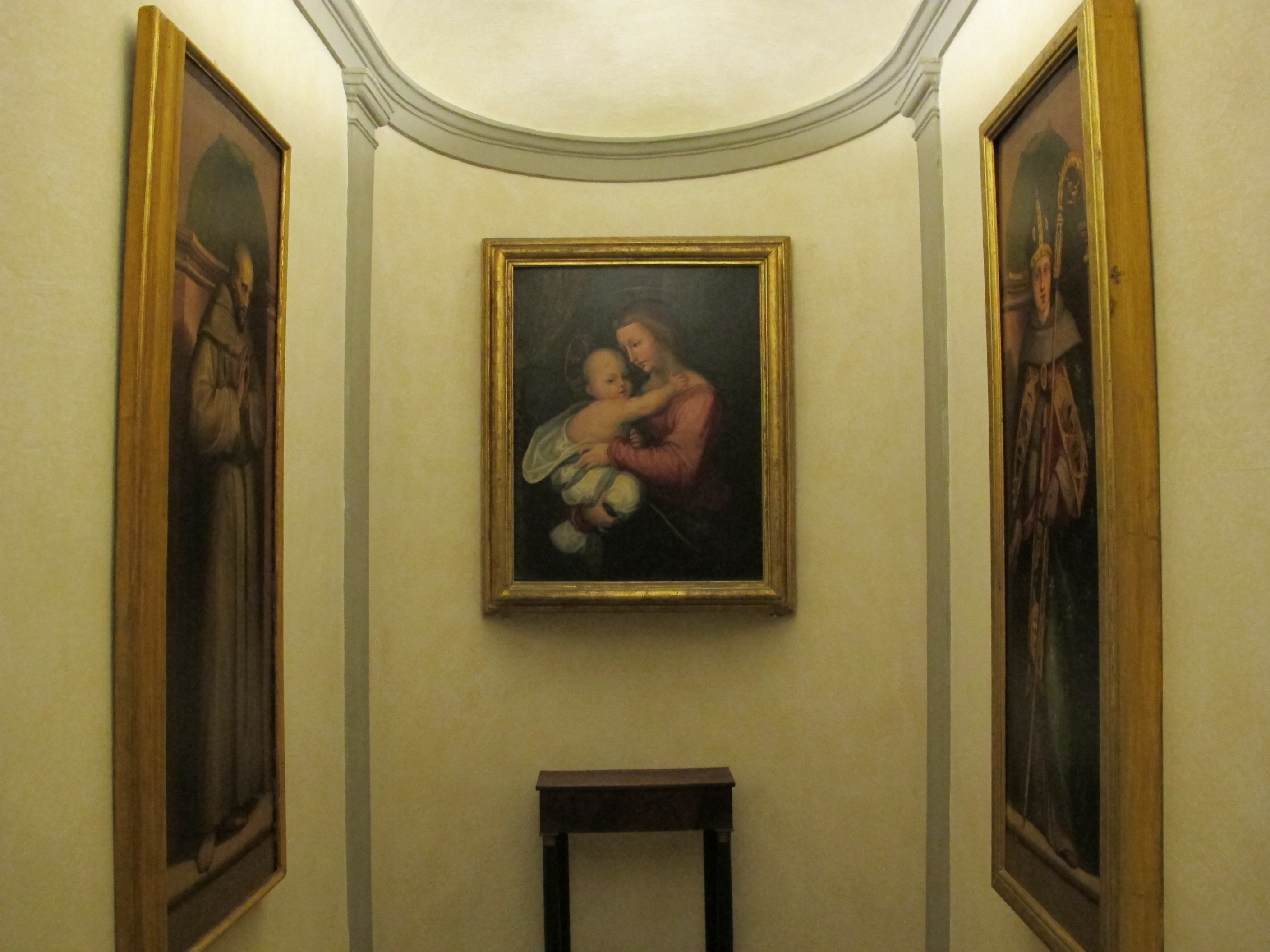
Домова капличка